# Physocleora tascaria
Physocleora tascaria là một loài bướm đêm trong họ Geometridae.